# Campionato albanese di calcio a 5 2011-2012
Il Kampionati Mini-Futbollit 2011-2012 è stata la 9ª edizione della massima serie di calcio a 5 dell'Albania. Si è disputato a partire dall'autunno del 2011 con la formula stagione regolare (dal 30 ottobre 2011 al 26 febbraio 2012) e final four.

## Stagione regolare
|                    | Pos. | Squadra           | Pt | G  | V  | N | P  | GF  | GS  | DR  |
| ------------------ | ---- | ----------------- | -- | -- | -- | - | -- | --- | --- | --- |
|                    | 1.   | Ali Demi          | 35 | 14 | 11 | 2 | 1  | 113 | 47  | +66 |
| Albania (bandiera) | 2.   | Edro Valona       | 28 | 14 | 8  | 4 | 2  | 64  | 36  | +22 |
|                    | 3.   | Flamurtari Valona | 24 | 14 | 7  | 3 | 4  | 65  | 53  | +12 |
|                    | 4.   | Tirana            | 23 | 14 | 6  | 5 | 3  | 67  | 38  | +29 |
|                    | 5.   | Flabina Tirana    | 22 | 14 | 7  | 1 | 6  | 72  | 99  | -27 |
|                    | 6.   | Teuta             | 15 | 13 | 5  | 0 | 8  | 34  | 65  | -31 |
|                    | 7.   | Olimpic Tirana    | 6  | 13 | 1  | 3 | 9  | 60  | 82  | -22 |
|                    | 8.   | Elbasani          | 0  | 12 | 0  | 0 | 12 | 37  | 135 | -98 |

## Play-off

### Semifinali
Giocate il 3 marzo 2012
- KS Ali Demi Tirana - Tirana 1-2
- Edro Vlorë - Flamurtari Valona 5-2

### Finale
Giocate il 5 marzo 2012
- Tirana - Edro Vlorë 2-2 (2-5 rig.)